# Dragutin Vragović
Dragutin Vragović (né le 18 septembre 1897 à Zagreb, à l'époque en Autriche-Hongrie et aujourd'hui en Croatie, et mort le 23 janvier 1973 dans la même ville) est un joueur de football international yougoslave (croate), qui évoluait au poste de milieu de terrain.

## Biographie

### Carrière en sélection
Avec l'équipe de Yougoslavie, il joue 7 matchs (donc 5 reconnus par la FIFA) entre 1920 et 1923.
Il figure dans le groupe des sélectionnés lors des Jeux olympiques de 1920 et de 1924. Lors du tournoi olympique de 1920 organisé en Belgique, il joue deux matchs : contre la Tchécoslovaquie puis contre l'Égypte. En revanche il ne joue aucun match lors du tournoi olympique de 1924 organisé à Paris.
Le 10 juin 1923, il joue un match face à la Roumanie comptant pour la King Alexandru's Cup.

## Palmarès
Građanski
- Championnat de Yougoslavie (3) :
  - Champion : 1923, 1926 et 1928.
  - Vice-champion : 1925.